# Cizhu, Yubei
Cizhu (kinesiska: 茨竹) är en köping i sydvästra Kina. Den ligger i stadsdistriktet Yubei i storstadsområdet Chongqing, omkring 50 kilometer norr om det centrala stadsdistriktet Yuzhong. Antalet invånare är 22 996. Befolkningen består av 11 348 kvinnor och 11 648 män. Barn under 15 år utgör 17,0 %, vuxna 15-64 år 65 %, och äldre över 65 år 16,0 %.